# Maarten Albert Vente
Maarten Albert Vente (* 7. Juni 1915 in Nieuwerkerk aan den IJssel; † 13. Juli 1989 in Utrecht) war ein niederländischer Musikwissenschaftler und Orgelkundler.

## Leben und Wirken
Vente studierte Musikwissenschaft, Geografie und Geschichte an der Universität Utrecht. 1942 wurde er promoviert. Ab 1958 war er an der Universität Utrecht tätig. Im Jahr 1959 wurde er Konservator und 1965 Lektor für Instrumentenkunde. 1979 wurde er zum Professor ernannt. Außerdem war er Organist der Universität.
1961 wurde Vente beim 2. Kongress der International Society of Organbuilders in Straßburg zu deren Sekretär gewählt. Dieses Ehrenamt hatte er bis zu seinem Rücktritt im Jahr 1986 inne.

## Veröffentlichungen
- Bouwstoffen tot de geschiedenis van de Nederlandse orgel in de 16de eeuw. H. J. Paris, Amsterdam 1942.
- Proeve van een repertorium van de archivalia betrekking hebbende op het Nederlandse orgel en zijn makers tot omstreeks 1625. Paleis der Academiën, Brüssel 1956
- Die Brabanter Orgel. Zur Geschichte der Orgelkunst in Belgien und Holland im Zeitalter der Gotik und der Renaissance. H. J. Paris, Amsterdam 1963.
- mit Flor Peeters: Die niederländische Orgelkunst vom 16. bis zum 18. Jahrhundert. Mercatorfonds, Antwerpen 1971.